# Championnat de France de football de deuxième division 1964-1965
Navigation
Division Interrégionale 1963-1964 Division Interrégionale 1965-1966
Le Championnat de France de football D2 1964-1965 avec une poule unique de 16 clubs, voit l’attribution du titre à l’OGC Nice, qui accède en première division en compagnie du Red Star Olympique et de l’AS Cannes. À la suite de la montée de cinq équipes, le championnat suivant comprendra 19 clubs.

## Les 16 clubs participants
| - AS Aix - RCFC Besançon - AS Béziers - US Boulogne - AS Cannes - AS Cherbourg - US Forbach - FC Grenoble | - Limoges FC - Olympique de Marseille - FC Metz - SO Montpelliérain - OGC Nice - RC Paris - Red Star Olympique - Stade de Reims |

## Classement final
| #  | Club                   | Joués | V  | N  | D  | bp:bc | +/- | Points |
| -- | ---------------------- | ----- | -- | -- | -- | ----- | --- | ------ |
| 1  | OGC Nice               | 30    | 19 | 4  | 7  | 52-32 | +20 | 42     |
| 2  | Red Star Olympique     | 30    | 15 | 11 | 4  | 54-29 | +25 | 41     |
| 3  | AS Cannes              | 30    | 15 | 10 | 5  | 59-35 | +24 | 40     |
| 4  | Limoges FC             | 30    | 16 | 5  | 9  | 47-31 | +16 | 37     |
| 5  | US Boulogne            | 30    | 15 | 6  | 9  | 49-37 | +12 | 36     |
| 6  | SO Montpelliérain      | 30    | 12 | 10 | 8  | 41-36 | +5  | 34     |
| 7  | FC Grenoble            | 30    | 12 | 7  | 11 | 36-40 | -4  | 31     |
| 8  | AS Aix                 | 30    | 12 | 5  | 13 | 33-29 | +4  | 30     |
| 9  | FC Metz                | 30    | 11 | 8  | 11 | 42-43 | -1  | 30     |
| 10 | Stade de Reims         | 30    | 12 | 5  | 13 | 54-38 | +16 | 29     |
| 11 | AS Cherbourg           | 30    | 9  | 11 | 10 | 40-45 | -5  | 29     |
| 12 | RC Paris               | 30    | 10 | 4  | 16 | 36-48 | -12 | 24     |
| 13 | RCFC Besançon          | 30    | 8  | 6  | 16 | 35-54 | -19 | 22     |
| 14 | Olympique de Marseille | 30    | 7  | 7  | 16 | 26-38 | -12 | 21     |
| 15 | US Forbach.            | 30    | 7  | 6  | 17 | 30-56 | -26 | 20     |
| 16 | AS Béziers             | 30    | 4  | 6  | 20 | 18-61 | -43 | 14     |

# position ; V victoires ; N match nuls ; D défaites ; bp:bc buts pour et buts contre
 Victoire à 2 points

## À l’issue de ce championnat
- L’OGC Nice, le Red Star Olympique et l’AS Cannes sont promus en championnat de première division.
- Équipe reléguée de la première division : SC Toulon.
- Équipes promues du championnat amateur de division inférieure : l'US Marignane, l'Athletic Club Ajaccien, le SEC Bastia, l'Olympique avignonnais et enfin l'AS Angoulême.

## Barrages pour l'accession en division 1
Les clubs de 2e division classés 4e et 5e vont rencontrer les clubs de 1re division classés respectivement 16e et 17e à l'issue du championnat.
Les barrages se déroulent sous la forme d'un mini tournoi avec les 4 équipes qui se rencontrent par matchs aller et retour.
À l'issue de ce tournoi, les deux premiers accèdent à la 1re division et les deux derniers descendent en 2e division.
| 1re journée - Limoges FC 2-2 FC Rouen - US Boulogne 1-0 Nîmes Olympique | 2e journée - Limoges FC 1-2 Nîmes Olympique - FC Rouen 6-0 US Boulogne | 3e journée - Nîmes Olympique 1-0 Limoges FC - US Boulogne 1-2 FC Rouen | 4e journée - FC Rouen 3-0 Limoges FC - Nîmes Olympique 3-1 US Boulogne |

À l'issue des barrages, le Football Club de Rouen 1899 et Nîmes Olympique conservent leurs places en première division.